# Kyle Hiebert
Kyle Anthony Hiebert (ur. 30 lipca 1997 w Winnipeg) – kanadyjski piłkarz występujący na pozycji środkowego obrońcy, reprezentant Kanady, od 2023 roku zawodnik amerykańskiego St. Louis City.